# Mercedes-Benz O404
Mercedes-Benz O404 – autobus dalekobieżny (ściślej: turystyczny), produkowany przez firmę Mercedes-Benz w latach 1992-2000.